# 石川実 (英文学者)
石川実（いしかわ みのる、1927年〈昭和2年〉11月7日 - 2021年〈令和3年〉11月29日）は、日本の英文学者、慶應義塾大学名誉教授。シェイクスピアを専門とした。

## 生涯
茨城県生まれ。慶應義塾大学文学部英文科卒、同大学院修士課程修了。1963年同助手、1967年同工学部講師、1971年助教授、1978年教授。1993年定年、名誉教授、東京家政学院大学教授。
2021年11月29日、心不全のため死去。94歳没。

## 著書
- 『現代英文法 統語論』篠崎書林 1969
- 『シェイクスピア劇の世界』慶応通信 1983
- 『シェイクスピア四大悲劇 せりふと演技』慶応通信 1989
- 『沙翁と福翁に学ぶ生きる知恵』慶應義塾大学出版会 2007

### 訳著
- 『新体シェイクスピア』著・訳 慶應義塾大学出版会 2002
- 『続・新体シェイクスピア』著・訳 慶応義塾大学出版会 2011